# دوري الدرجة الأولى الأرجنتيني 1894
دوري الدرجة الأولى الأرجنتيني 1894 (بالإسبانية: Campeonato de Primera División 1894)‏ هو الموسم 1 من دوري الدرجة الأولى الأرجنتيني. أشرف على تنظيمه اتحاد الأرجنتين لكرة القدم، وكان عدد الأندية المشاركة فيه 6، وفاز فيه Lomas Athletic Club ‏.